# Estreito de Northumberland

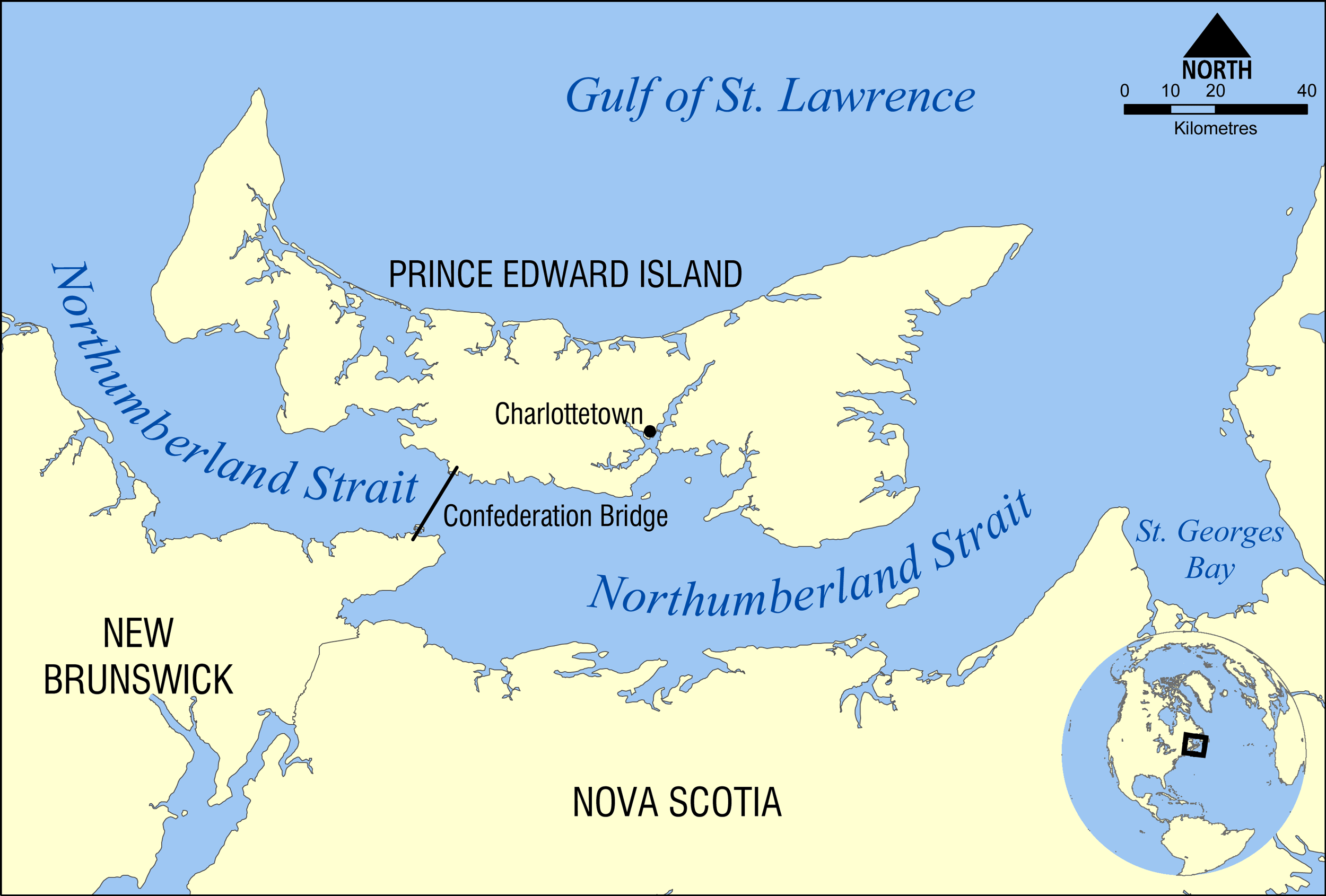
Mapa do Estreito de Northumberland.

O estreito de Northumberland é um estreito na parte sul do Golfo de São Lourenço, no leste da América do Norte. Este estreito separa a Ilha do Príncipe Eduardo das províncias continentais de Nova Brunswick e Nova Escócia.
A parte mais estreita desta ligação, a passagem Abegweit entre Borden-Carleton e o Cabo Jourimain (13 km), é atravessada pela ponte Confederation.[carece de fontes?]